# Chiesa dell'Annunziata (Castel Volturno)
La chiesa dell'Annunziata è una chiesa di Castel Volturno, situata nell'omonima piazza nel centro storico cittadino.Custodisce una pala del Quattrocento e alcune lastre tombali scolpite.

## Storia
La chiesa fu eretta nel Cinquecento, ma fu più volte rimaneggiata nel corso dei secoli: l'attuale impianto, insieme alla torre campanaria, risale al Settecento. 

## Descrizione

### Facciata
La facciata della chiesa è a capanna, preceduta da un portico. La parte superiore, tripartita, presenta al centro due aperture, una rotonda nel timpano triangolare e, sotto questa, un'ampia finestra ad arco, sui vetri della quale è raffigurata la scena dell'Annunciazione.
Il portico di ingresso è a tre arcate frontali e altre due laterali, chiuse da cancelli in ferro a due ante del 1886. L'arcata centrale è più ampia e alta e quelle ai due lati sono sormontate da due finestre ovali. Sotto il porticato, sul lato sinistro, è posta una lapide di marmo del 1995, che riporta tutti i nomi dei vescovi e dei parroci che hanno retto nei secoli la parrocchia.
All'interno del portico si trova un portale cinquecentesco ad arco, che porta incisa l'iscrizione di dedica, datata al 1533: DIVE ANNUNTIATAE TEMP. AN.DNI MDXXXIII. L'inquadramento del portale è in blocchi di travertino, scolpiti con motivi geometrici o floreali stilizzati, per la maggior parte situati nel sottoarco. Gli stipiti sono costituiti da due lesene di ordine ionico, il cui piedistallo porta scolpiti due stemmi: in quello di sinistra sono incise, in uno scudo, le lettere A.G.P. (Ave Gratia Plena), in quello di destra è raffigurato un ponte tra due torri ineguali per altezza e grandezza, raffigurazione tradizionale del ponte romano fatto erigere nel 95 dall'imperatore Domiziano a Castel Volturno e simbolo della città.
Il portone di legno a due battenti è suddiviso in riquadri: nei due centrali in alto sono raffigurati, in rilievo, l'angelo con in mano un giglio a sinistra e la Vergine a destra, della scena dell'Annunciazione, mentre negli altri riquadri ricorre un medesimo motivo floreale stilizzato.

### Interno
L'interno della chiesa è ad unica navata, con transetto.
L'accesso è mediato un nartece rettangolare, con un ulteriore portone centrale a due battenti più due porte laterali, che immettono nella chiesa vera e propria. A sinistra vi è un piccolo ingresso che immette nella scala a chiocciola conducente all'organo e alla cantoria.
Le pareti della navata sono ritmate da otto arcate (quattro per lato), sei delle quali ospitano un altare in marmo. Nella prima arcata priva di altare si trova un dipinto di San Rocco, mentre gli altari delle successive tre arcate hanno quadri raffiguranti San Giuseppe, il Battesimo di Gesù e la Madonna di Pompei. Sulla parete destra si trovano dipinti con il Volto santo di Cristo, la Madonna del Carmelo tra le anime del Purgatorio e San Castrese; segue un pulpito in legno dorato.
Il transetto è diviso dalla navata per mezzo di una balaustra in marmo rosso e un piccolo cancello in ferro. Il presbiterio quadrato si trova alla crociera d'intersezione fra navata e transetto. Sui quattro arconi laterali poggia, tramite pennacchi, il tamburo ottagonale dell'ampia cupola, sotto la quale è posto l'altare maggiore della chiesa, risalente al Settecento e in marmi policromi. La pala è del Quattrocento e raffigura l'Annunciazione della Vergine. Il contro altare, di recente costruzione, reca sul fronte una lastra di marmo settecentesca sulla quale è inciso nuovamente il simbolo della città, un ponte tra due torri ineguali per altezza e grandezza su un fiume.

### Sepolcri della chiesa
Nella chiesa si trovano alcuni sepolcri di personaggi locali. Sul lato sinistro della chiesa, prima di arrivare alla porta che immette nel campanile, si trova la lastra tombale di Cesare Figliano. Il bassorilievo è racchiuso da un bordo istoriato di fiori e foglie stilizzate, il corpo del defunto giace raffigurato disteso sul letto di morte sul lato sinistro. Il braccio sinistro è piegato sotto la testa e questa, rivolta verso l'altare, riposa adagiata su un cuscino. L'abbigliamento è quello spagnoleggiante del Seicento e mostra un'attenta cura per i particolari quali scarpe, bottoni, fiocchi, ricami e il rosario che stringe la mano destra.
Nella sagrestia si trovano altri due sepolcri. Nel primo a composizione della statua è molto simile alla precedente, realizzata con grande cura nella naturalezza della posizione del defunto e nei particolari. Dietro alle gambe, adagiato su un cuscino, vi è anche un cagnolino, mentre lo stemma gentilizio è posto sul fronte del sepolcro. Sul lato opposto della stanza, speculare al sepolcro precedente, vi è il bassorilievo tombale di Matteo Phoeniciosa, quasi identico al precedente per posizione del corpo raffigurato e particolari